# Our World in Data
Our World in Data (OWID) är en vetenskaplig onlinepublikation som fokuserar på stora globala problem som fattigdom, sjukdomar, hunger, krig, klimatförändringar, befolkningstillväxt, existentiella risker och ojämlikhet.
Det är ett projekt av Global Change Data Lab, en registrerad välgörenhetsorganisation i England och Wales, och grundades av Max Roser, en socialhistoriker och utvecklingsekonom. Forskargruppen är baserad vid Oxfords universitet. Organisationen leds av Hetan Shah.

## Innehåll
Our World in Data använder interaktiva diagram och kartor för att illustrera forskningsresultat, och tar ofta ett långsiktigt perspektiv för att visa hur globala levnadsförhållanden har förändrats över tid.

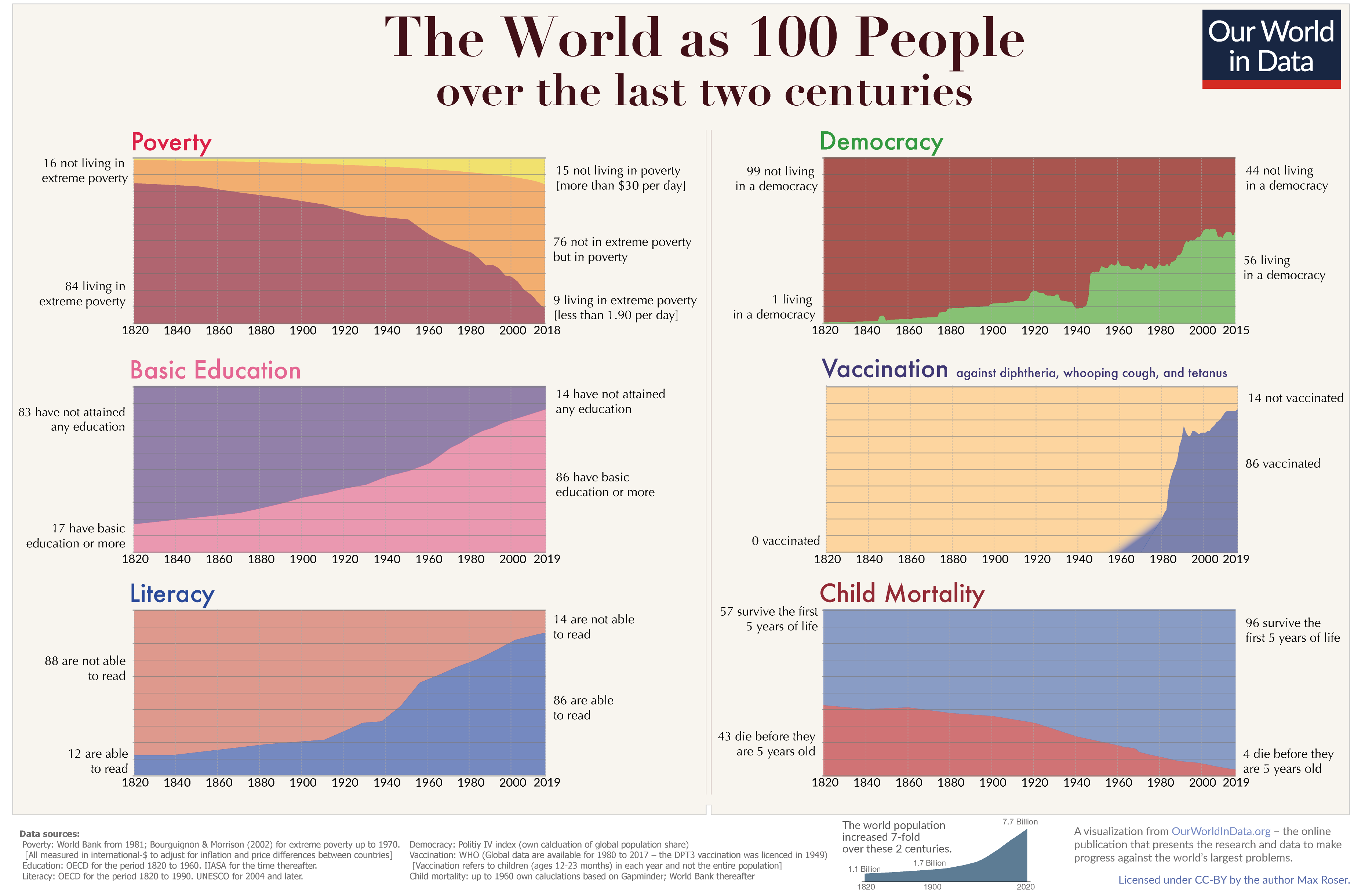
Sammanställning av grafer från organisationen, som visar de totala globala procentsatserna under de senaste två århundradena, inom sex faktorer: extrem fattigdom, demokrati, grundläggande utbildning, vaccination, läskunnighet och barndödlighet.
Globala CO2 utsläpp per region sedan 1750

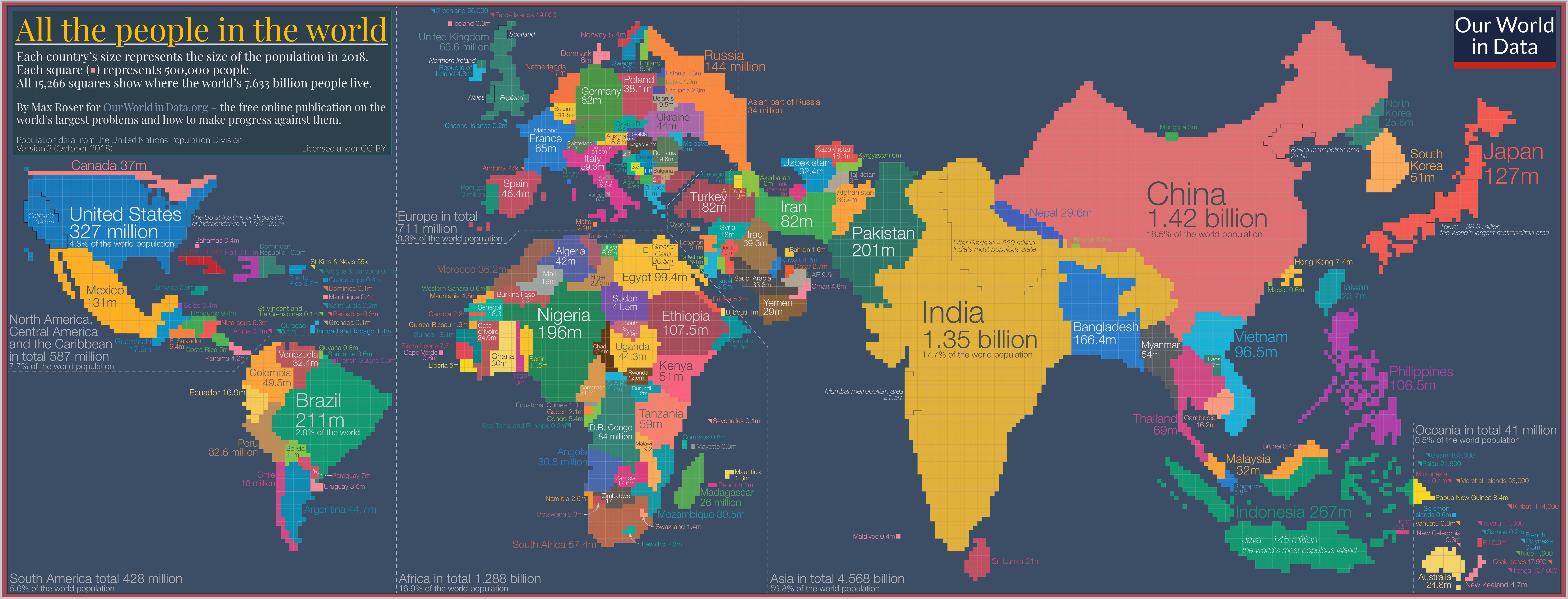
Kartogram som visar fördelningen av den globala befolkningen. Var och en av de 15 266 pixlarna representerar hemlandet för 500 000 människor.

Från och med april 2024 kategoriserar Our World in Data sina diagram och artiklar efter följande ämnen på sin webbplats:
- Befolkning och demografisk förändring
- Hälsa
- Energi och miljö
- Livsmedel och jordbruk
- Fattigdom och ekonomisk utveckling
- Utbildning och kunskap
- Innovation och teknologisk förändring
- Levnadsförhållanden, gemenskap och välbefinnande
- Mänskliga rättigheter och demokrati
- Våld och krig

## Historia
Roser började sitt arbete med projektet 2011 och utökade senare ett forskarteam vid Oxfords universitet. Under de första åren utvecklade Roser publikationen tillsammans med ojämlikhetsforskaren Sir Tony Atkinson. Hannah Ritchie började 2017 och blev forskningschef. Edouard Mathieu började 2020 och blev datachef. Organisationen inledde covid-19-pandemin med sex anställda och växte till 20 i slutet av 2021.
År 2019 vann Our World in Data Lovie Award, ett europeiskt webbpris, och var en av tre ideella organisationer i Y Combinators vintergrupp 2019.
Från och med 2020 lade Our World in Data ytterligare tonvikt på att publicera globala data och forskning om COVID-19-pandemin:
- De skapade och underhållde en världsomspännande databas över vaccinationer mot COVID-19, vilken användes som källa för data publicerade av Världshälsoorganisationen,[12] forskare och andra internationella organisationer,[13][14] tidskrifter[15] och ett flertal tidningar.[16][17][18][19][20][21][22][23][24]
- På liknande sätt byggde och underhållde teamet en global datauppsättning om COVID-19-testning som användes av FN, Vita huset, Världshälsoorganisationen samt epidemiologer och forskare,[25][26][27] och publicerade även data såsom sjukhusinläggningar och beräkningar av överdödsfall.[28]

År 2021 inledde teamet en kampanj för att Internationella energiorganet skulle göra de data som samlas in från nationella regeringar tillgängliga för allmänheten.

## Finansiering och samarbeten

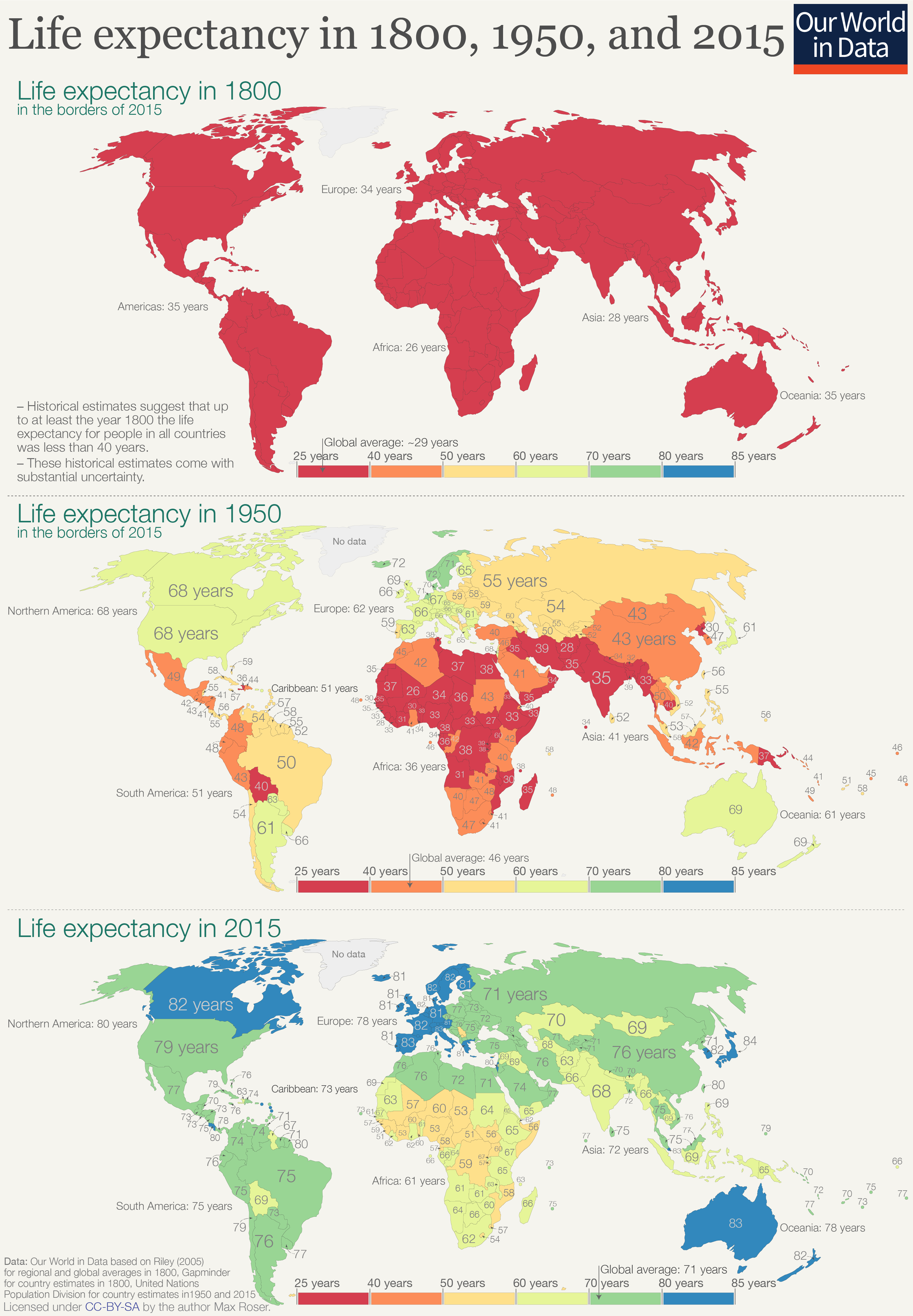
Förväntad livslängd år 1800, 1950 och 2015

Global Change Data Lab, den ideella organisationen som publicerar *Our World in Data* och de verktyg för öppen åtkomst till data som möjliggör onlinepublicering, finansieras genom en blandning av bidrag, sponsorer och läsardonationer.
- Det första anslaget för att stödja forskningsprojektet gavs av Nuffield Foundation, en Londonbaserad stiftelse inriktad på socialpolitik.[31]
- Andra bidragsgivare som stöttat projektet har inkluderat Quadrature Climate Foundation, Bill and Melinda Gates Foundation och ett bidrag från den tyska filantropen Susanne Klatten.[32] Tidigare har Our World in Data även fått bidrag från Världshälsoorganisationen, Department of Health and Social Care i Storbritannien och Effective Altruism Meta Fund.[33]
- Läsardonationer är också en viktig finansieringskälla. År 2020 stödde fler än 3 000 individer projektet,[34] vilket översteg 4 000 givare år 2023. Listan över givare inkluderar Jamie Metzl och YouTubern Hank Green.[33]

Forskargruppen samarbetade med den vetenskapliga YouTube-kanalen Kurzgesagt.
Under coronaviruspandemin samarbetade teamet med epidemiologer från Harvards Chan School of Public Health och Robert Koch-institutet för att studera länder som har reagerat framgångsrikt i pandemins tidiga fas. Janine Aron och John Muellbauer arbetade med OWID för att undersöka överdödlighet under pandemin.
År 2022 erbjöd FTX:s Future Fund Our World in Data ett bidrag på 7,5 miljoner dollar för att stödja deras verksamhet. Max Roser berättade för Fortune att Our World in Datas styrelse slutligen avslog bidragspengarna efter att ha genomfört due diligence och andra kontroller.

## Användande
År 2021 hade webbplatsen Our World in Data 89 miljoner unika besökare.
Our World in Data har citerats i akademiska vetenskapliga tidskrifter, medicinska och globala hälsotidskrifter, samt samhällsvetenskapliga tidskrifter. Washington Post, New York Times och Economist har använt Our World in Data som källa.
Webbplatsen använder tillåtna licenser för att tillåta andra att kopiera, modifiera och distribuera verket (CC BY för innehåll och MIT-licensen för programvara).